# Parque Verde do Mondego
O Parque Verde do Mondego é um parque português situado na cidade de Coimbra. Foi projectado por Camilo Cortesão, e o projecto tem o rio Mondego como grande protagonista de requalificação ambiental. A criação do Parque Verde do Mondego marca o ponto de viragem para uma nova forma de viver Coimbra, mais moderna e contemporânea.

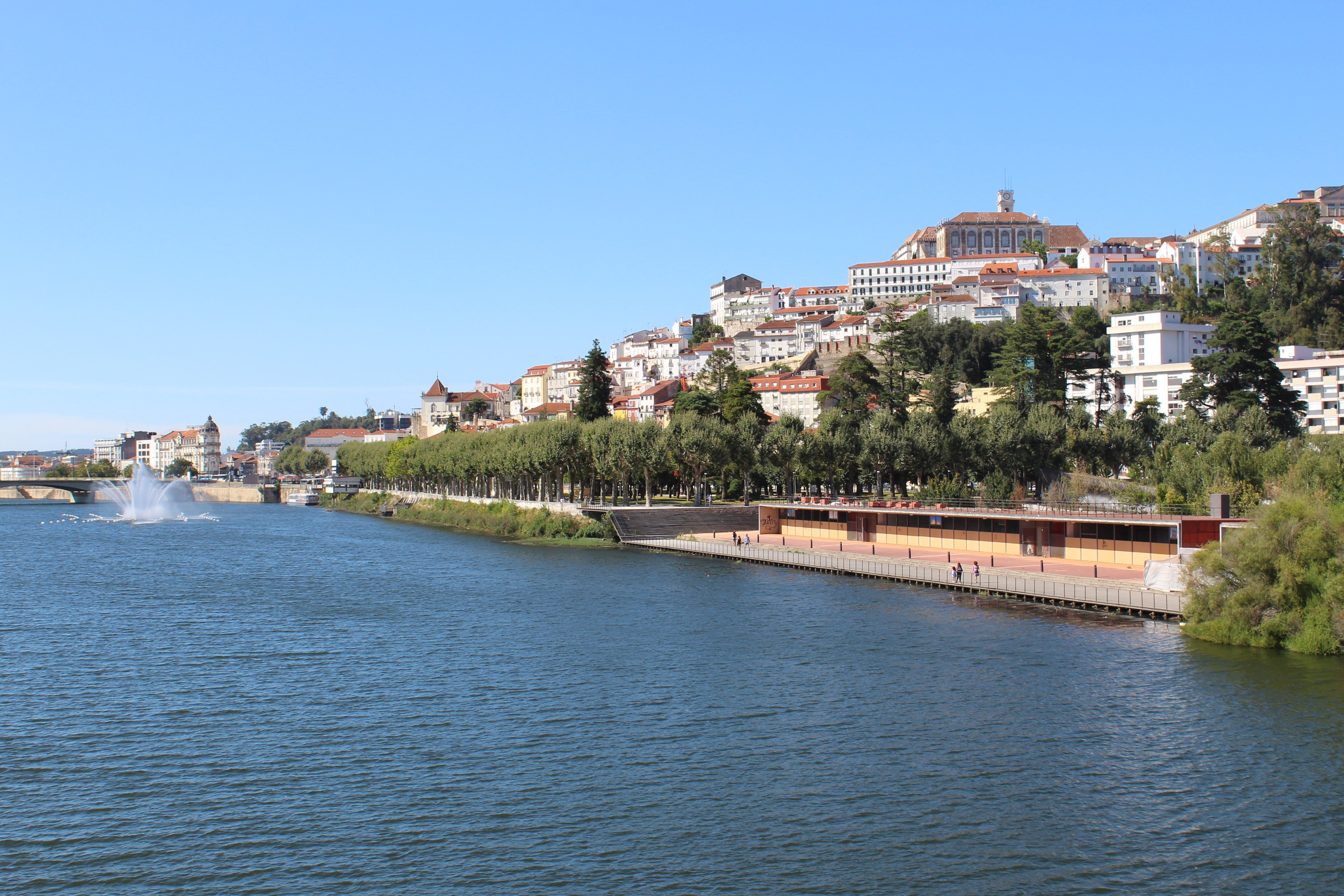
Vista sobre a Alta da Cidade, sobre a ponte Pedro e Inês

A margem direita é constituída por uma área com cerca 400.000 metros quadrados.
A requalificação paisagística do rio Mondego, numa frente de quase 3 quilómetros, é complementada com estruturas de acesso destinadas aos peões, a Ponte Pedro e Inês, permitindo a ligação entre a zona baixa e a zona alta da cidade.
A zona verde contempla cerca de 4 quilómetros de corredores para peões e também uma ciclovia de extensão equivalente. A valorização do património de Coimbra, um dos mais antigos pólos universitários da Europa, constitui também um dos eixos de intervenção do Programa Polis ligando as duas margens através da ponte pedonal Pedro e Inês e com tradução prática na adaptação do antigo Convento de São Francisco a Centro de Congressos.
Na margem esquerda foi construída uma caixa de areia para a prática de Voleibol de praia, um skatepark de nível básico e diversos equipamentos de diversão infantil, um parque de merendas e 4 pavilhões, sendo que 3 deles albergam clubes de actividades náuticas (canoagem, remo e vela), garantindo assim, muitas actividades de desporto e lazer particularmente ao fim de semana.
Encontra-se no parque o enorme Urso Grande Verde ou Urso de Relva.
Existe aqui o Exploratório - Centro Ciência Viva de Coimbra.

## Eventos
O Parque Verde da cidade de Coimbra vai ganhar novas cores.
O Serviço de Apoio às Bibliotecas Escolares da Câmara Municipal de Coimbra (S.A.B.E) lançou um desafio a todas as Escolas do Agrupamento: decorar uma rosa de 1,70 metros, homenageando a cidade de Coimbra, para ser exposta, durante o Verão, no Parque Verde.

## Urso Grande Verde

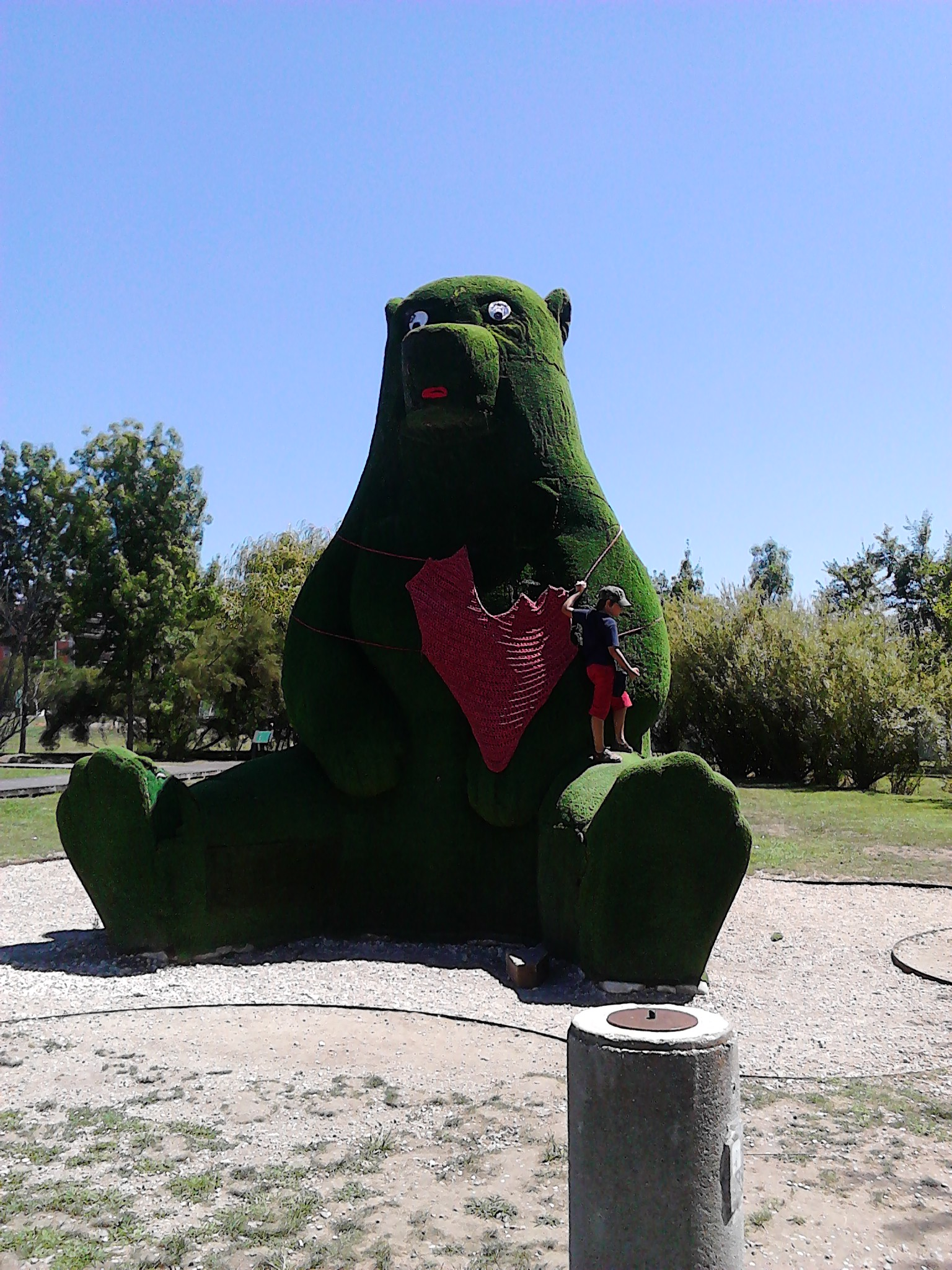
Urso Verde do Parque Verde do Mondego, em Coimbra

A escultura, inicialmente construída com relva natural é considerada uma referência dentro do parque. Terá sido construída no âmbito de uma exposição promovida pelo Museu da Ciência e da Técnica de Coimbra e posteriormente oferecida à autarquia. O seu revestimento foi substituído por relva artificial de modo a reduzir os cuidados necessários. Em 2005 foi incendiado, num ato de vandalismo. Em 2006 regressou ao Parque, com a sua base substituída por um material não-inflamável.
É também uma homenagem às invasões inglesas..